# 火龍出水

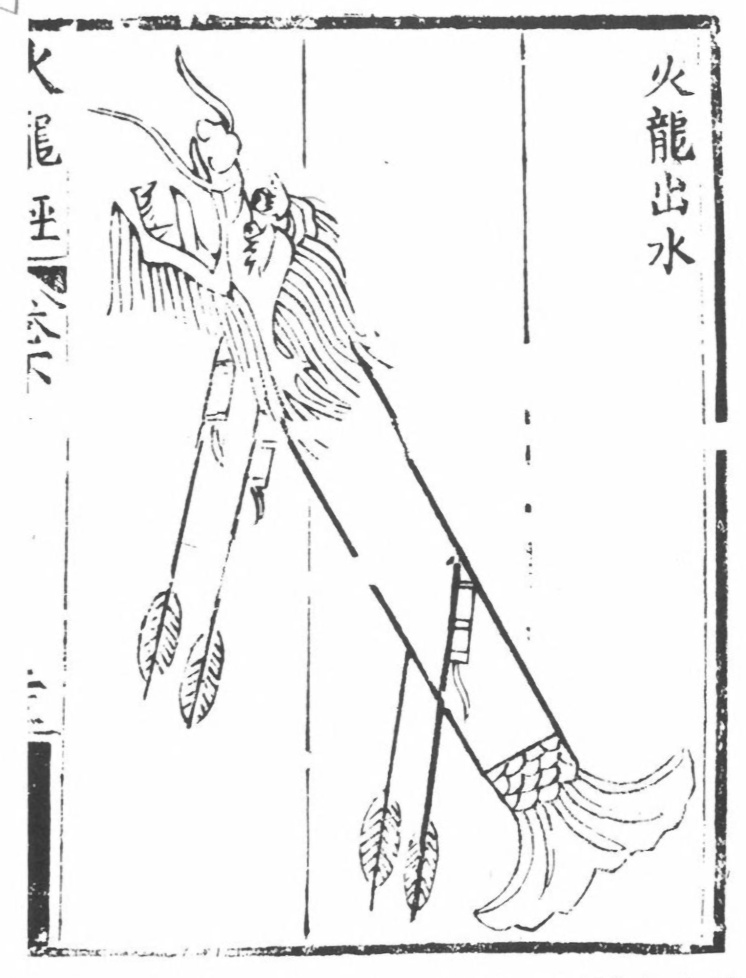
《火龍神器陣法》中的火龍出水

火龍出水是明朝於14世紀發明的一種新式火箭，是中國古代於海陸兩用的火箭，為當時世界上最先進的遠程二級火箭，亦為二級火箭始祖。近代航天的多級火箭就是根據同樣原理所製成的，因此英國學者李約瑟認為明代的火龍出水是阿波羅登月火箭的祖先。歐洲到了16世紀以後才有二級及三級火箭的構想，實用的多級火箭更在20世紀才出現。

## 原型
火龍出水總重量達10至20斤，龍頭下面，龍尾兩側，各裝一個半斤重的火藥桶，將四個火箭引信彙總一起，並與火龍腹內火箭引信相連，水戰時，面對敵戰艦，離水面3至4尺處，點燃安裝在龍身上的4支火藥筒，為第一級火箭，能夠推動火龍出水離水面3至4尺處平衡飛達最多2到3里遠，待第一級火箭燃燒完畢時，就會自動引燃龍腹內的火箭，這就是第二級火箭。此時，從龍口裏射出數只火箭（ 每支含750克的發射藥），直達目標，致使敵船燒毀。

## 製造
火龍出水的製作方法是在5尺長的粗竹筒，去節並且刮薄作為龍身，內裝入數枚火箭，筒的前後各以經雕成的木製龍頭和龍尾裝飾，龍腹下部前後兩端各裝有二枚火箭，這兩枚火箭的火線與龍體內火箭的引火線相聯，最後再由一總引火線將龍腹下部的4枚火箭引線串在一起。龍腹下部裝的是一級火箭，而龍腹內的就是二級火箭。

## 質疑
從未在考古中證實類似武器實際存在或是具備實用性。現代人（如流言終結者）根據古書記載打造出的試作品，完全達不到中國古書中聲稱的效果；很有可能只是紙上兵器，或是被誇大效果用做宣傳。在許多決定性的大型戰役（如清滅明）中，類似的武器也從未發揮過實際作用。

## 外部連結
- 大明火龍出水 （页面存档备份，存于）